# Fósforos de Oxford
Fósforos de Oxford é o único álbum da banda brasileira de pós-punk Cabine C. Foi lançado em 1986 pela RPM Discos, fundada por Paulo Ricardo e Luiz Schiavon do RPM. Foi o único álbum lançado pela gravadora, que fechou em 1987 após a primeira separação do RPM.
Muitas das letras do álbum foram inspiradas por obras de Edgar Allan Poe; por exemplo, "Pânico e Solidão" foi inspirada em seu romance de 1838 A Narrativa de Arthur Gordon Pym, e "A Queda do Solar de Usher" divide seu nome com o conto epônimo de 1839.
O álbum, nunca lançado em CD, é muito raro e difícil de se obter. Foi disponibilizado para download gratuito na página oficial no SoundCloud de Ciro Pessoa em 2012 e foi relançado em todas as plataformas digitais pela Curumim Records, com distribuição da Tratore no início de 2019.

## Faixas
Todas as letras escritas por Ciro Pessoa, todas as músicas compostas por Cabine C.
| N.º | Título                                     | Duração |  |
| 1.  | "Pânico e Solidão"                         | 2:33    |  |
| 2.  | "Lapso de Tempo"                           | 2:07    |  |
| 3.  | "Anos"                                     | 3:01    |  |
| 4.  | "Jardim das Gueixas"                       | 4:43    |  |
| 5.  | "A Queda do Solar de Usher" (instrumental) | 2:41    |  |
| 6.  | "Lágrimas"                                 | 2:36    |  |
| 7.  | "Opus 2" (instrumental)                    | 3:04    |  |
| 8.  | "Tão Perto"                                | 2:35    |  |
| 9.  | "Soldadas"                                 | 3:21    |  |
| 10. | "Neste Deserto"                            | 3:50    |  |
| 11. | "Fósforos de Oxford" (instrumental)        | 2:10    |  |

## Nota
- "Tão Perto" também está presente na compilação de pós-punk brasileiro The Sexual Life of the Savages.

## Créditos
Cabine C
- Ciro Pessoa — vocais, guitarra, violão de 12 cordas
- Anna Ruth dos Santos — contrabaixo, backing vocal
- Marinella Setti — bateria, backing vocal
- Wania Forghieri — teclados

Músicos convidados
- Akira S. (Akira Tsukimoto) — Chapman stick em "Jardim das Gueixas"
- Fernando Deluqui — guitarra em "Tão Perto"[6]

Pessoal técnico
- Luiz Schiavon — produção

## Recepção
Em uma edição de 1987, a revista Bizz deu ao álbum uma análise positiva, comparando-os favoravelmente à banda britânica Magazine.
O Caderno B do Jornal do Brasil também deu uma avaliação positiva, chamando o álbum de "Independente de Luxo" e afimando que o "LP atesta um degrau de sofisticação raro no rock brasileiro".